# Morgado de São Nicolau de Alcongosta
O Morgado de São Nicolau de Alcongosta foi um vínculo instituído, através de carta de 13 de abril de 1598, por António Nicolau, prior de Alcongosta, a favor do seu irmão, Francisco Nicolau. O vínculo perdurou até à extinção dos morgadios em Portugal, ocorrida por via do Decreto de 18 de maio de 1863.

## História
O morgado de São Nicolau foi instituído pelo prior de Alcongosta no ano de 1598, com uma capela vinculada, junto à igreja matriz de Alcongosta e a obrigação do uso do sobrenome Nicolau, ou o do santo da sua invocação, na pessoa dos morgados sucessores.

### As preocupações ecológicas e ambientais do 1.º Morgado (séc. XVI)
O instituidor da capela, o Prior António Nicolau, frequentou a Universidade de Salamanca entre 1562 e 1564. Formou-se depois em Cânones pela Universidade de Coimbra, no ano de 1568. Foi pároco vitalício da freguesia de Alcongosta a partir de 1570, por privilégio do rei D. Sebastião I. E conseguiu obter, do mesmo monarca, um alvará para que não se cortassem castanheiros na mata de Alcongosta, o que evidencia não só o seu acesso ao rei, como ainda as suas preocupações "ecológicas", no domínio daquilo a que hoje se chamaria de "conservação ambiental ou paisagística", atitude verdadeiramente invulgar para a sua época.
A sobrinha neta do prior, Isabel de São Nicolau Rebelo (falecida em 1646), casou com Gonçalo Leitão da Fonseca (falecido em 1658), alferes do Rosmaninhal, cargo que herdara de seu pai e avô. Foi este casal quem terminou a edificação da capela do morgadio, cerca do 1.º quartel do século XVII, concretizando assim as disposições testamentárias do tio-avô de Isabel de São Nicolau.
O filho deste casal, João de São Nicolau da Fonseca Leitão (Alcongosta, 1624 - 1692), casou em Aldeia Nova do Cabo com Catarina de Oliveira da Cunha (nascida em Aldeia Nova do Cabo, c. 1625), que era filha de António Rodrigues de Oliveira, falecido a 30 de abril de 1655, fidalgo da Casa Real; e neta materna de Ana da Cunha Oliveira, descendente de um ramo bastardo dos senhores de Tábua. Foram eles quem provavelmente edificou o solar do morgado de São Nicolau, em Alcongosta (que depois receberia várias reformas, a mais importante das quais em finais do século XVIII), pois o brasão que ainda hoje lá se encontra tem as armas de Oliveira e Proença, que são as dos ascendentes de Catarina de Oliveira e Cunha.

### Dos São Nicolau da Fonseca aos Vaz Guedes Pereira Pinto (séc. XVII)

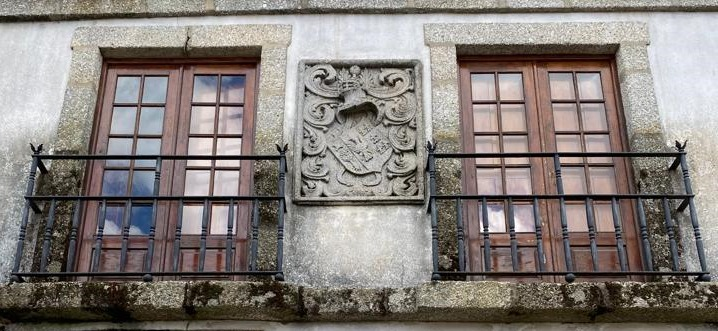
Fachada do Solar do Morgado de São Nicolau, em Alcongosta, Fundão, com as armas de Oliveira e Proença, que pertenciam aos antepassados maternos da 6.ª morgada de S. Nicolau, casada com Miguel Pereira Pinto, 3.º Morgado do Arco

Tiveram como filha herdeira a Catarina de S. Nicolau da Fonseca Leitão, que casou em Alcongosta, em 20 de setembro de 1680, com Miguel Vaz Guedes Pereira Pinto do Lago, 3.º senhor do Morgado do Arco em Vila Real, que foi também Mestre de Campo do terço de auxiliares de Vila Real, além de moço fidalgo da casa real, por alvará de 20 de maio de 1671. (Miguel Pereira Pinto casaria de novo, depois de sua mulher Catarina de São Nicolau falecer, com Ana Maria Pereira Coutinho de Vilhena, com geração). 
Deste casal foi filho primogénito Nicolau Pereira Pinto da Fonseca, que faleceu antes de seu pai, e por esse motivo acabou por não suceder nos bens paternos (nomeadamente, o morgado do Arco), mas somente nos bens de sua mãe em Alcongosta, pelo que veio a ser o 7.º morgado de Alcongosta. Casou com D. Josefa Maria Caetana de Melo e São Paio (ou Sampaio), filha herdeira de Lourenço de Melo São Paio, filho segundogénito da casa dos Sampaio, senhores de Ribalonga, e de sua mulher D. Jacinta de Melo Freire ou Melo Soares - que era herdeira de seu pai, Fernão de Melo Soares (tetraneto por varonia de Pedro de Melo, o Púcaro), comendador de Manteigas na Ordem de Cristo, representante da varonia dos Melo, e senhor da Casa da Póvoa do Concelho, no termo de Trancoso.

### Dos Pereira Pinto Serpe e Melo aos Queiroz de Ataíde e Melo (sécs. XVIII e XIX)

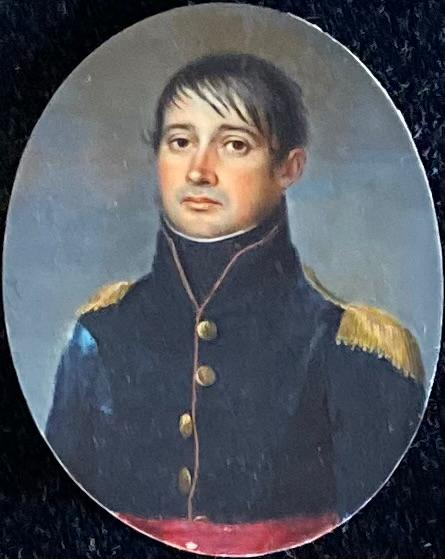
Retrato de Bento de Queiroz Pereira Pinto Serpe e Melo, 10.º morgado de São Nicolau de Alcongosta

A filha herdeira deste casal, D. Maria Pereira Pinto, foi assim 8.ª morgada de Alcongosta e senhora da casa da Póvoa do Concelho, tendo aí casado, em 8 de setembro de 1719, com seu parente (pelo lado Melo) Filipe Serpe de Sousa e Melo, morgado de Lourosa e do Covelo, no termo de Viseu, e senhor da casa e quinta do Cruzeiro, também em Viseu.   
O casal teve uma única filha, D. Ana Bernardina Pereira Pinto Serpe e Melo (1744 - 1805), que foi assim herdeira, por sua mãe, do morgadio de São Nicolau. Casou com seu primo José Pereira Pinto de Queiroz Sarmento Guedes (1738 - 1799), morgado de Santo António de Favaios e Capitão-mor de Favaios desde 30 de outubro de 1770 até à data do seu falecimento.  
O filho primogénito destes, Bento de Queiroz Pereira Pinto Serpe e Melo, sucedeu no morgadio de São Nicolau; casou com sua prima D. Leonor Vaz Guedes Pereira Pinto, filha do 5.º morgado do Arco. Do casal foi primogénito e herdeiro Miguel Pereira Pinto de Queiroz Serpe e Melo Sampaio, último capitão-mor de Favaios e 11.º morgado de São Nicolau. Casou em 1824 com sua prima coirmã, D. Augusta Cândida Emília Vaz Guedes de Ataíde Malafaia, filha do 6.º Morgado do Arco e neta de D. Luís Inácio de Ataíde Azevedo e Brito Malafaia, senhor da honras de Barbosa e torre de Ataíde.
O filho primogénito deste casal, Bento de Queiroz Pinto de Ataíde e Melo, foi o 12.º e último administrador da capela de São Nicolau, em Alcongosta. Casou, em 1853, com sua prima segunda, D. Eduarda Augusta Vaz Guedes Pereira Pinto de Almeida e Vasconcelos, herdeira da Casa da Rua Direita de Viseu (depois conhecida como Palácio da família Queiroz, ou Solar dos viscondes de Treixedo); com geração.

## Morgados de São Nicolau de Alcongosta
1. António Nicolau, prior de Alcongosta
2. Francisco Nicolau, irmão do anterior
3. Maria de São Nicolau, filha do anterior
4. Isabel de São Nicolau Rebelo, filha do anterior
5. João de São Nicolau da Fonseca Leitão, filho da anterior
6. Catarina da Fonseca Leitão, filha da anterior
7. Nicolau Vaz Guedes Pereira Pinto da Fonseca, filho da anterior
8. Maria Pereira Pinto, filha do anterior
9. Ana Bernardina Pereira Pinto Serpe de Melo, filha da anterior
10. Bento de Queiroz Pereira Pinto Serpe e Melo, filho da anterior
11. Miguel Pereira Pinto de Queiroz Serpe e Melo Sampaio, filho do anterior
12. Bento de Queiroz Pinto de Ataíde e Melo, filho do anteriorReferências

1. 1 2 3  Camões e Vasconcelos, Manuel Rosado Marques (1962). «Oliveiras e Cunhas, da casa do Outeiro, termo do Fundão. 2 volumes | Livraria Castro e Silva». www.abebooks.com. Vol. I, pp. 39-46. Consultado em 22 de dezembro de 2024
2. ↑  Trigueiros, João. «Casa do Morgado de São Nicolau - Alcongosta, Fundão.». Consultado em 22 de dezembro de 2024. O Prior António Nicolau ... obteve do mesmo monarca [D. Sebastião] um alvará para que não se cortassem castanheiros na mata de Alcongosta
3. ↑  Guedes, Vitor Pacheco; Brito, Fernando. «"Trabalho de Campo" - 3: FERRAZ – Au Lion d´Or»: 27. Consultado em 22 de dezembro de 2024. ... o do [brasão] do Morgado de São Nicolau, Alcongosta, Fundão;
4. ↑  Teixeira, Júlio A. (1949). Fidalgos e morgados de Vila Real e seu termo. Vol. III. Lisboa: J.A. Telles da Sylva. p. 241
5. ↑  «Anuário da Nobreza de Portugal - 1985 - III. Tomo II». biblioteca-genealogica-lisboa.org. 1985. pp. 1041–1042. Consultado em 22 de dezembro de 2024. D. Jacinta de Mello... [foi] filha herdeira de Fernão de Mello Soares... chefe da varonia dos de Mello em Portugal ... [sua filha] D. Josefa de Mello e Sampaio casou em 1ᵃˢ núpcias com Nicolau Pereira Pinto da Fonseca, morgado de Alcongosta, filho primogénito do Morgado do Arco - cf. Vaz Guedes Pereira Pinto e Pinto de Queiroz
6. 1 2  Torres, João Carlos Feo Cardoso de Castello Branco e; Mesquita, Manuel de Castro Pereira de (1838). Resenha das familias titulares do Reino de Portugal acompanhada das noticias biographicas de alguns individuos das mesmas familias. Lisboa: Imp. nacional. pp. 294–295
7. ↑  «Casa de Santo António de Favaios». Monumentos. Consultado em 21 de dezembro de 2024. Bento de Queiroz Pereira Pinto ... foi morgado de São Nicolau de Alcongosta
8. ↑  Pinho Leal, Augusto Soares d'Azevedo Barbosa de (1873). Portugal antigo e moderno : diccionario geographico, estatistico, chorographico, heraldico, archeologico, historico, biographico e etymologico de todas as cidades, villas e freguezias de Portugal e de grande numero de aldeias ...Décimo Segundo Volume. Getty Research Institute. Lisboa: Lisboa : Mattos Moreira & companhia. p. 1550. Consultado em 4 de maio de 2025. O palacete de Fernando d'Almeida Cardoso de Cerqueira, demora na Rua Direita e passou por herança para a viúva e filhos de Bento de Queiroz Pinto d'Athaide Serpe e Mello, senhor da nobre casa e chefe da familia d'estes appellidos em Favaios, concelho d'Alijó, provincia de Traz-os-Montes. São os seus actuais possuidores.